# Manlio Brosio
Manlio Giovanni Brosio (Turín, 10 de julio de 1897 – Ibídem, 14 de marzo de 1980) fue un abogado, político y diplomático italiano, cuarto Secretario General de la OTAN.

## Biografía
Nació en Turín y estudió en la universidad local. Durante la Primera Guerra Mundial sirvió en el regimiento alpino como oficial de artillería. Después de la guerra, se graduó, en 1920, cuando comienza su carrera política. Poco después fue marginado por su oposición al fascismo. 
Durante el transcurso de la Segunda Guerra Mundial, después de la invasión aliada de Italia de 1943, pasó a la clandestinidad, convirtiéndose finalmente en miembro del Comité de Liberación Nacional. Después  de la guerra ingresa en política, siendo nombrado Ministro de Defensa en 1945.
En enero de 1947, Brosio fue nombrado embajador italiano en la Unión Soviética, implicándose en las negociaciones para un tratado de paz entre ambos países. En 1952 se convirtió en embajador ante el Reino Unido, en 1955 fue designado a Estados Unidos y entre 1961 y 1964 en Francia.
El 12 de mayo de 1964, la OTAN lo nombró para reemplazar a Dirk Stikker como secretario general de la organización. Renunció el 3 de septiembre de 1971. El 29 de septiembre del aquel año, el presidente de Estados Unidos Richard Nixon lo galardonó con la Medalla Presidencial de la Libertad.
Brosio murió en Turín y esta enterrado en el cementerio de Venaria Reale. Era tío de la cantante y presentadora de televisión Vanna Brosio.